# Donji Okrug
 Donji Okrug  falu Horvátországban, a Tengermellék-Hegyvidék megyében. Közigazgatásilag Delnicéhez tartozik.

## Fekvése
Fiumétól 27 km-re északkeletre, községközpontjától 10 km-re északnyugatra, a horvát Hegyvidék középső részén fekszik.

## Története
A településnek 1857-ben 18, 1910-ben 23 lakosa volt. A trianoni békeszerződésig Modrus-Fiume vármegye Delnicei járásához tartozott. 2011-ben 2 lakosa volt.

## Lakosság
| Lakosság változása | Lakosság változása | Lakosság változása | Lakosság változása | Lakosság változása | Lakosság változása | Lakosság változása | Lakosság változása | Lakosság változása | Lakosság változása | Lakosság változása | Lakosság változása | Lakosság változása | Lakosság változása | Lakosság változása | Lakosság változása |
| ------------------ | ------------------ | ------------------ | ------------------ | ------------------ | ------------------ | ------------------ | ------------------ | ------------------ | ------------------ | ------------------ | ------------------ | ------------------ | ------------------ | ------------------ | ------------------ |
| 1857               | 1869               | 1880               | 1890               | 1900               | 1910               | 1921               | 1931               | 1948               | 1953               | 1961               | 1971               | 1981               | 1991               | 2001               | 2011               |
| 18                 | 13                 | 19                 | 25                 | 20                 | 23                 | 25                 | 38                 | 22                 | 17                 | 18                 | 16                 | 13                 | 7                  | 3                  | 2                  |